# 斑文鳥

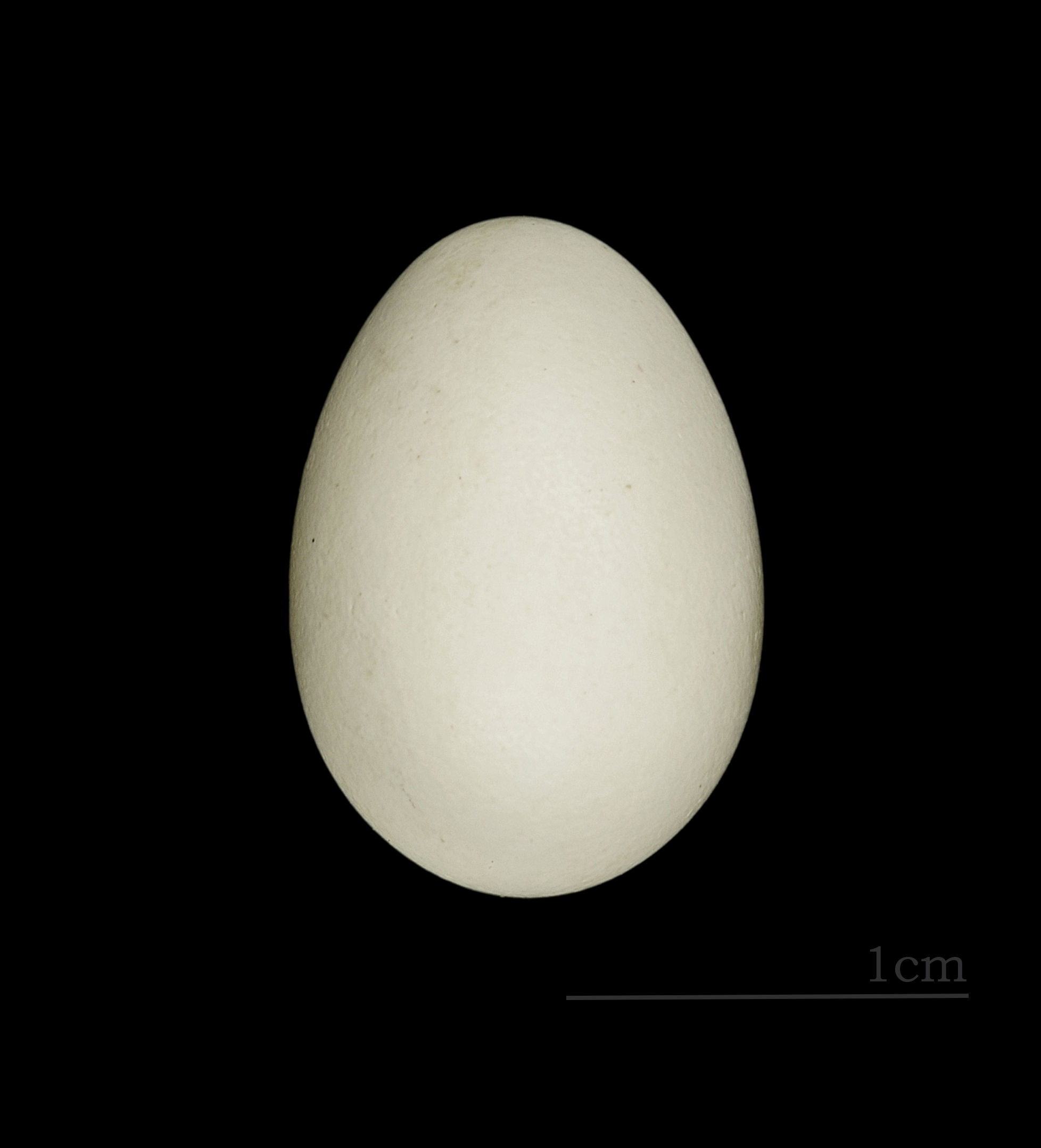
Lonchura punctulata

斑文鳥（學名：Lonchura punctulata），俗名鳞胸文鸟、鱼鳞沉香算命鸟、小纺织鸟、烏合畢、烏嘴（喙）畢仔、禾嗶仔（客語）、蓽雀，是一種原產於熱帶亞洲的雀形目梅花雀，體型與麻雀相當。此物種屬於文鳥屬，於1758年由卡爾·林奈正式物種描述和命名。它的名字源自胸部和腹部獨特的鱗片狀羽毛圖案。成鳥的背部為棕色，並有深色的圓錐形喙。該物種在其分佈範圍內有11個亞種，大小和顏色略有不同。
除了莓果和小型昆蟲，這種文鳥主要以草籽為食。牠們以群體覓食，並通過輕柔的叫聲和哨聲進行溝通。該物種高度社會化，有時會與其他文鳥物種一起棲息。牠們棲息於熱帶平原和草地。繁殖對會使用草或竹葉建造圓頂狀的巢穴。
此物種原產於亞洲，分佈範圍從印度和斯里蘭卡向東延伸至印尼和菲律賓（當地稱其為mayang pakíng）。它已被引入許多其他地區，並在波多黎各和伊斯帕尼奧拉島，以及澳大利亞部分地區和美國形成了野生族群，其中包括在加州的觀察紀錄。根據國際自然保護聯盟（IUCN）的評估，該鳥類被列為無危物種。

## 分類
1743年，英國博物學家喬治·愛德華茲在其《不常見鳥類的自然歷史》（A Natural History of Uncommon Birds）第一卷中，附上了一幅斑文鳥的插圖和描述。他使用了「Gowry Bird」這個英文名稱。愛德華茲根據在查爾斯·杜波伊（東印度公司的財務主管）的倫敦家中所見的標本繪製了手工上色的版畫。 1758年，瑞典博物學家卡爾·林奈在其《自然系統》自然系統的第十版中，將斑文鳥歸入交嘴雀屬（Loxia）。林奈提供了簡短的描述，並創造了雙名法名稱Loxia punctulata，引用了愛德華茲的作品。 林奈將模式產地指定為「亞洲」，但這一地點在1926年被E. C. 史都華·貝克修正為加爾各答（加爾各答）。 現在該物種被歸入英國博物學家威廉·亨利·賽克斯於1832年引入的文鳥屬（Lonchura）。 其屬名Lonchura由古希臘語「lonkhē」（意味「矛頭」或「槍頭」）與「oura」（意味「尾巴」）組合而成。種小名來自新拉丁語punctulatus，意為「斑點的」或「點狀的」。
在其廣闊的分佈範圍內，有11個公認的亞種。這些包括分佈於印度次大陸平原的指名亞種，涵蓋巴基斯坦、印度、伊朗、尼泊爾、孟加拉國和斯里蘭卡。曾經使用lineoventer這個名稱來指稱印度的族群。其他族群包括來自東部喜馬拉雅山脈的subundulata，中國南部的yunnanensis，泰國的topela，菲律賓的cabanisi，以及分佈於新加坡和蘇門答臘的fretensis。島嶼族群包括nisoria（爪哇、峇里島、龍目島、松巴島），particeps（蘇拉威西），baweana（巴韋安島），sumbae（松巴島）和blasii（弗洛雷斯島、帝汶島和塔寧巴爾群島）。
- L. p. punctulata（林奈，1758）－北巴基斯坦、印度（東北部除外）、尼泊爾塔拉地區和斯里蘭卡
- 斑文鸟藏南亚种 L. p. subundulata（戈德溫-奧斯丁，1874）－不丹、孟加拉國、印度東北部（阿薩姆邦）和緬甸西部、中国大陆的西藏。该物种的模式产地在印度的曼尼普尔山谷[12]。
- 斑文鸟云南亚种 L. p. yunnanensis（Parkes，1958）－中國南部（西藏東南部、四川南部、雲南）和緬甸北部。该物种的模式产地在云南腾冲[13]。
- 斑文鸟华南亚种 L. p. topela（斯文豪，1863）－緬甸南部、泰國、中國東南部（台灣）、海南島、老撾、柬埔寨和越南。在中国大陆分布於云南、贵州、广西、湖南、广东、海南、江西、安徽、江苏、浙江、福建等地。该物种的模式产地在台湾[14]。
- L. p. cabanisi（夏普，1890）－菲律賓北部和西部（呂宋島、民都洛、卡勞伊特島、巴拉望島、班乃島、內格羅斯島、宿霧、棉蘭老島）及婆羅洲北部（沙巴西部沿海和汶萊）
- L. p. fretensis（克洛斯，1931）－馬來半島南部、新加坡、蘇門答臘和尼亞斯島
- L. p. nisoria（特明克，1830）－婆羅洲南部（西部和南部加里曼丹）、爪哇、峇里島和小巽他群島西部（龍目島、松巴哇島）
- L. p. sumbae（邁爾，1944）－松巴島，位於小巽他群島西部
- L. p. blasii（施特雷澤曼，1912）－小巽他群島中部和東部（從弗洛雷斯島到帝汶和塔寧巴爾群島）
- L. p. baweana（霍格維夫，1963）－巴韋安島，位於爪哇東北部沿海
- L. p. particeps（賴利，1920）－蘇拉威西

亞種holmesi（婆羅洲東南部）有時被承認。

## 描述

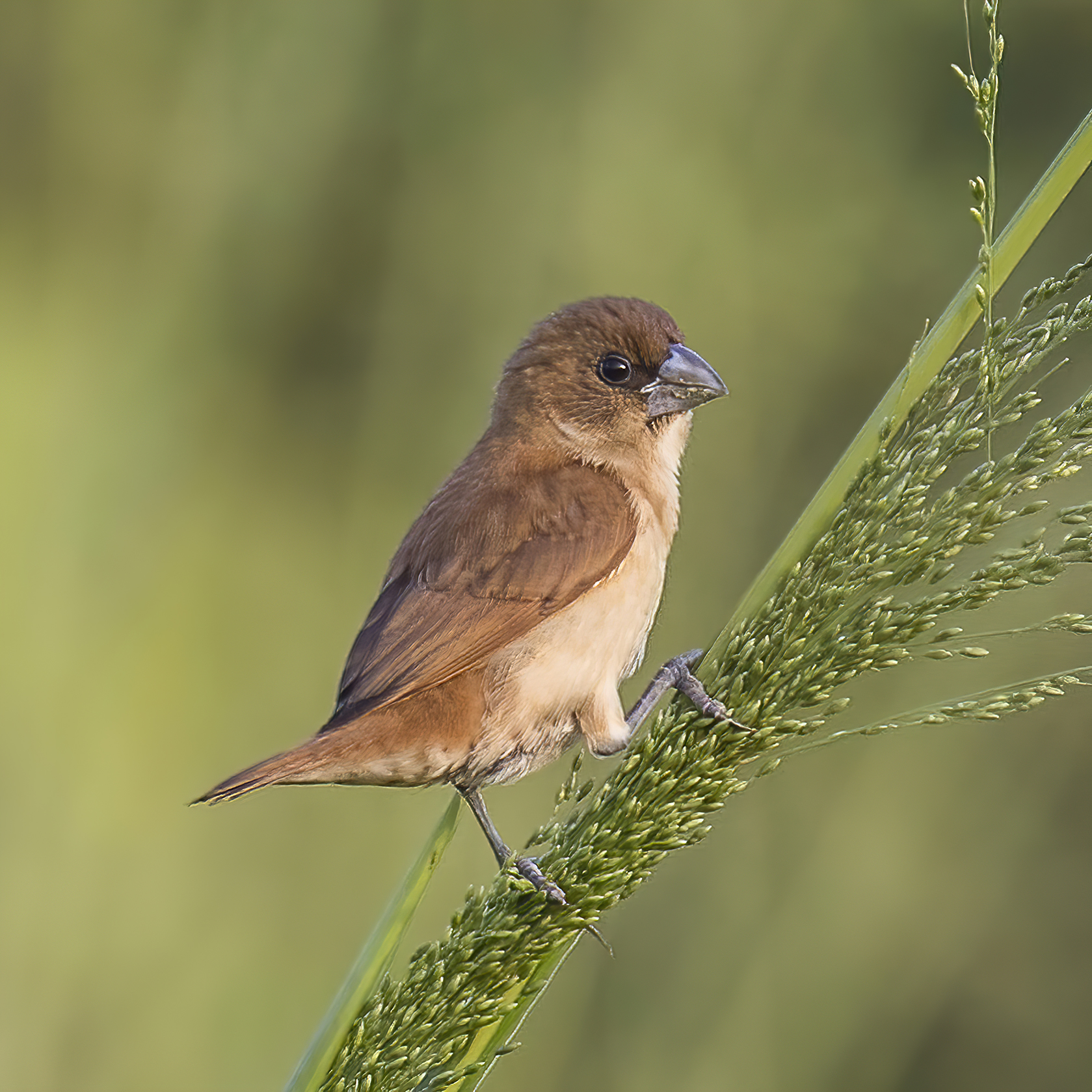
juvenile L. p. punctulata, 斯里蘭卡

斑文鳥體長約11—12（4.3—4.7英寸），重12—16克（0.026—0.035磅）。成鳥具有典型的短粗深色喙，這是食穀鳥類的特徵，背部為棕色，頭部深棕色。腹部為白色，帶有深色的鱗狀斑紋。雌雄外觀相似，然而雄鳥的腹部斑紋較深，喉部也比雌鳥更暗。
未成熟的鳥類背部呈淡棕色，缺少成鳥的深色頭部，下體呈均勻的米色，這與其他文鳥的幼鳥，如栗腹文鳥（Lonchura malacca）在亞洲和島嶼的族群，以及紅胸文鳥（Lonchura kelaarti）在印度或斯里蘭卡部分地區的幼鳥相似，容易混淆。

## 分佈與棲地

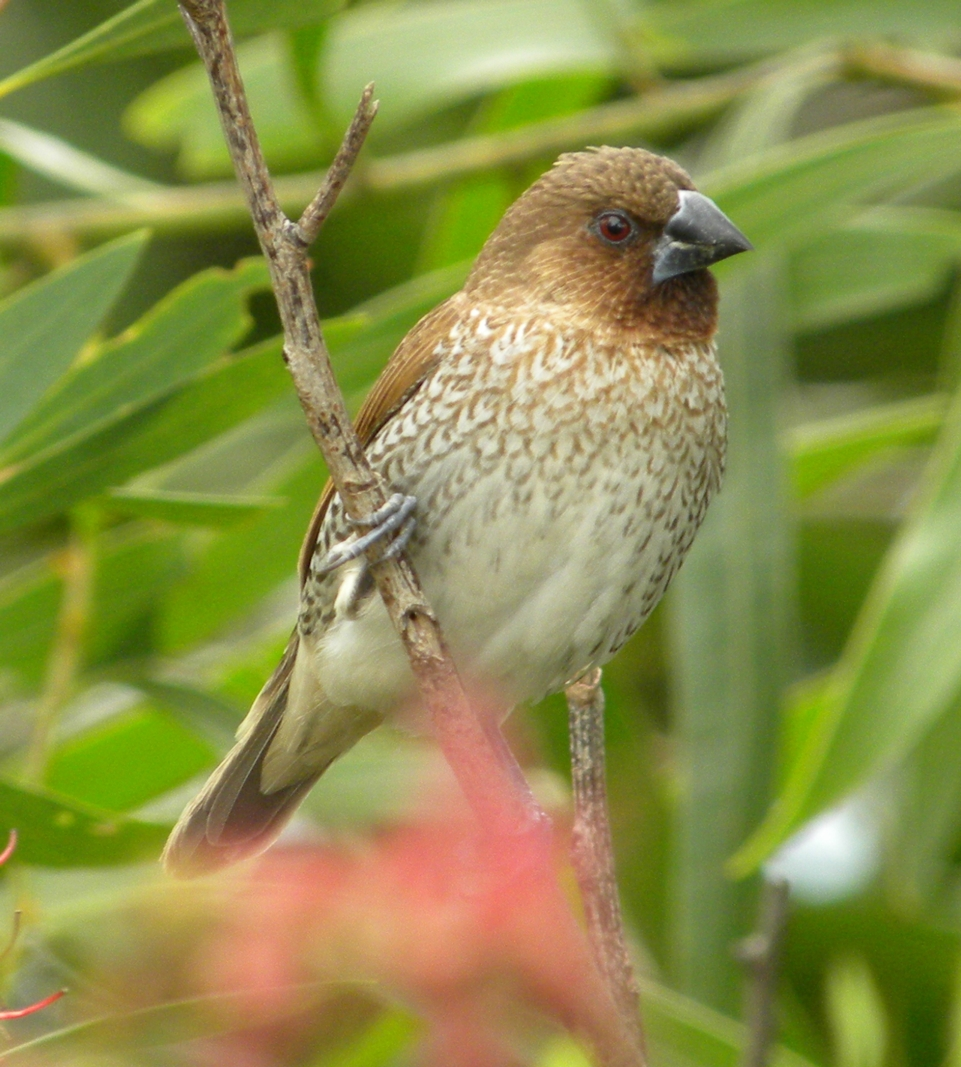
斑文鳥(subspecies topela) 已在澳洲東部部分地區繁殖，例如昆士蘭

分布于密克罗尼西亚联邦（引进种）、日本、多米尼加共和国（引进种）、老挝、塞舌尔（引进种）、台湾、海地（引进种）、印度尼西亚、牙买加（引进种）、新加坡、东帝汶、波多黎各（引进种）、毛里求斯（引进种）、中国大陆、帕劳（引进种、已绝灭）、菲律宾、马来西亚、瓜德罗普（引进种）、马提尼克（引进种）、文莱、维尔京群岛（引进种）、澳大利亚（引进种）、孟加拉国、不丹、法属波利尼西亚（引进种）、越南、印度、古巴（引进种）、斯里兰卡、尼泊尔、柬埔寨、美国（引进种）、阿拉伯联合酋长国（引进种）、阿富汗、美国本土外小岛屿（引进种）、缅甸、泰国和留尼汪（引进种）。该物种的保护状况被评为无危，模式产地在印度的加尔各答。
斑文鳥棲息於多種環境中，但通常靠近水源和草地。在印度，它們在稻田中特別常見，由於取食穀物，被認為是輕微的害鳥。牠們主要分佈於平原，但也可見於喜馬拉雅山脈的山麓，牠們可能出現在海拔約2,500米（1.6 mi）處，夏季時也可在尼爾吉里丘陵海拔達2,100米（6,900英尺）的地區發現。在巴基斯坦，牠們的分佈範圍限於從西部的斯瓦特至拉合爾的狹窄地帶，避開沙漠區域，然後在盧迪亞納與阿布山之間的印度東部再次出現。 雖然在克什米爾有觀察到這種物種，但這種情況很罕見。
在其原生範圍外，逃脫的鳥類經常在氣候適宜的地區建立種群，並能夠隨後擴展至附近的新地區。記錄顯示這些逃逸的籠養鳥已經在西印度群島（自1971年以來的波多黎各）、 夏威夷（自1883年）、 日本和美國南部，主要是在佛羅里達州和加利福尼亞州，建立了野生種群。 在夏威夷的歐胡島，牠們與三色文鳥競爭棲地，且當競爭者出現時，斑文鳥的數量往往較少。 由於其作為籠養鳥的受歡迎程度，該物種已被引入其他世界各地，並且在野外建立了種群。

## 行為與生態

### 社交性
斑文鳥會組成多達100隻鳥的群體。牠們通過發出包括短哨聲、變化的kitty-kitty-kitty聲音和尖銳的「啾啾」警報聲進行溝通。 牠們有時會在跳動時垂直或水平地擺動尾巴和翅膀。這種尾巴擺動的動作可能源於一種運動意圖動作。尾巴擺動的誇張版本可能經過了儀式化，作為一種社交信號，尾巴擺動在其他幾個物種中表現為飛行意圖的信號，有助於保持群體的凝聚力。
在群棲時，斑文鳥會彼此緊密接觸並排坐在一起。最外側的鳥經常向中心靠攏。群體中的鳥有時會互相梳理，請求梳理的鳥通常會露出下巴。互相梳理通常僅限於臉部和頸部。 斑文鳥很少表現出敵意，但有時候鳥類會爭吵，且沒有任何儀式化的姿態。

### 繁殖

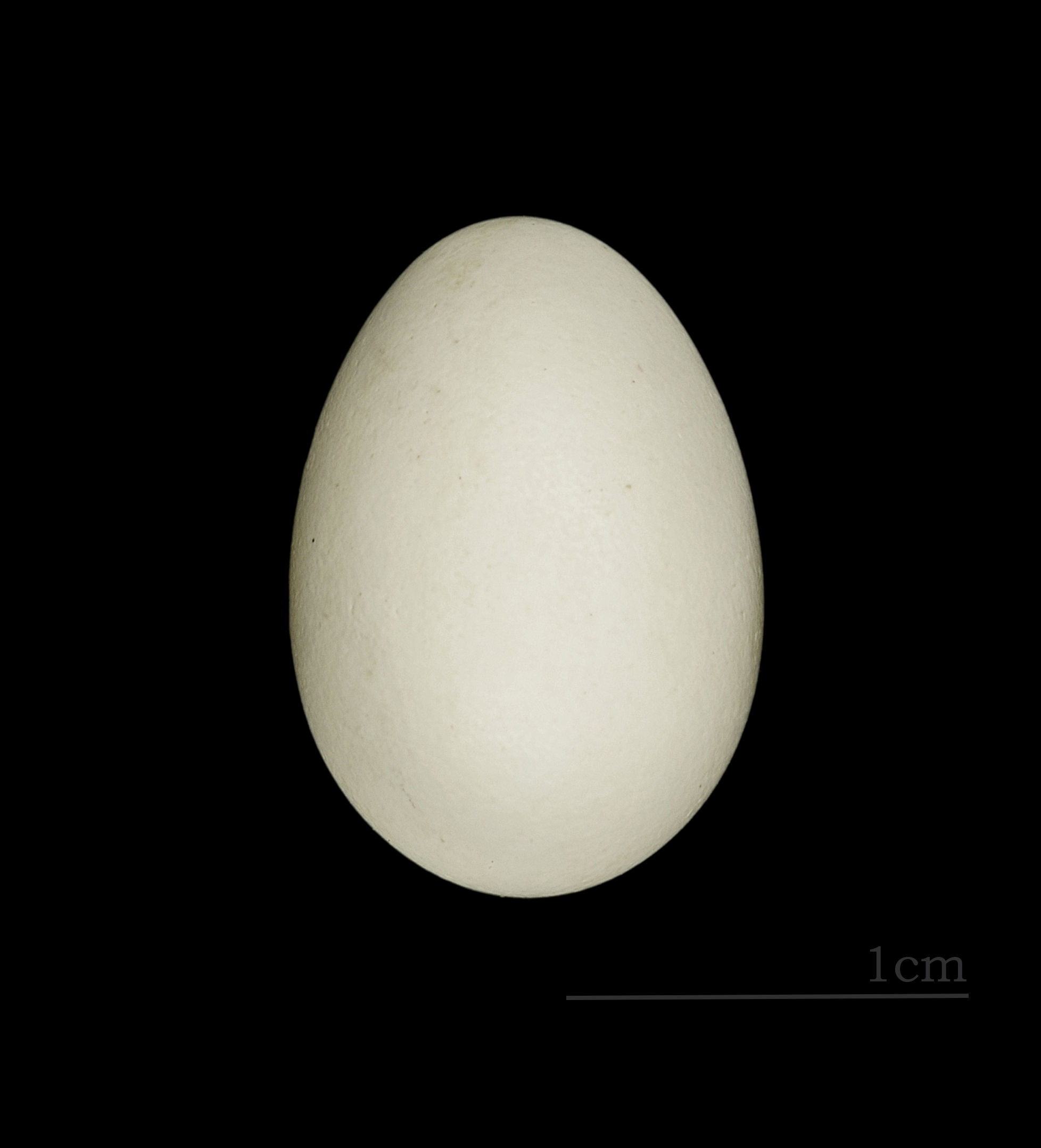
斑文鳥的蛋

繁殖季節通常是在夏季的雨季（主要為6月至8月，印度也包括10月的季節），但可能有所變化。實驗室研究發現，長時間的光照和高濕度會促進性腺生長。 雄鳥的鳴聲聲非常輕柔，但複雜且多變，只有在近距離才能聽到。這種被描述為叮噹聲的歌聲，由一系列高音音符開始，接著是一段沙啞的顫音，最後以模糊的哨音結束。當雄鳥鳴唱時，它會呈現所謂的slope姿勢，頭部羽毛豎起。
有兩種類型的傾斜姿勢，一種是交配前的姿勢，另一種是普通姿勢。斑文鳥的交配前行為包含一系列動作。首先，雄鳥或雌鳥會玩弄築巢材料。一旦鳥兒將築巢材料整理好含在喙中，就會開始以Z字形飛行。一旦鳥兒在伴侶附近著陸，雄鳥會向雌鳥彎下身體並擦拭其喙，然後雄鳥伴隨著身體動作開始鳴唱。雌鳥則會抖動尾巴，表示願意交配。 巢是一個大型的圓頂結構，鬆散地由草葉、竹葉或其他樹葉編織而成，側面有入口，並築於樹上或房屋的屋簷下。南印度的一項研究發現，鳥類偏好的築巢樹種包括飛龍掌血、Gymnosporia montana和Acacia chundra，尤其是在低樹冠覆蓋的地區中的矮小灌木。巢口通常位於最常見風向的下風口。 在印度北部，牠們偏愛非都市地區的孤立阿拉伯金合歡，但在城市花園中則使用Thuja orientalis和垂枝長葉暗羅。
斑文鳥的巢通常會產下4至6顆蛋，但最多可達10顆。雌雄共同築巢並孵蛋，孵化期為10至16天。
在南加州，斑文鳥廣泛成為寄生性針尾維達雀的寄主——兩者都是野生群體——斑文鳥會將維達鳥的雛鳥當作自己的雛鳥撫養。 這種關係是新穎的，因為這兩個物種在原生地並不共存，且沒有建立起作為寄生者和寄主的進化關係。

### 模仿

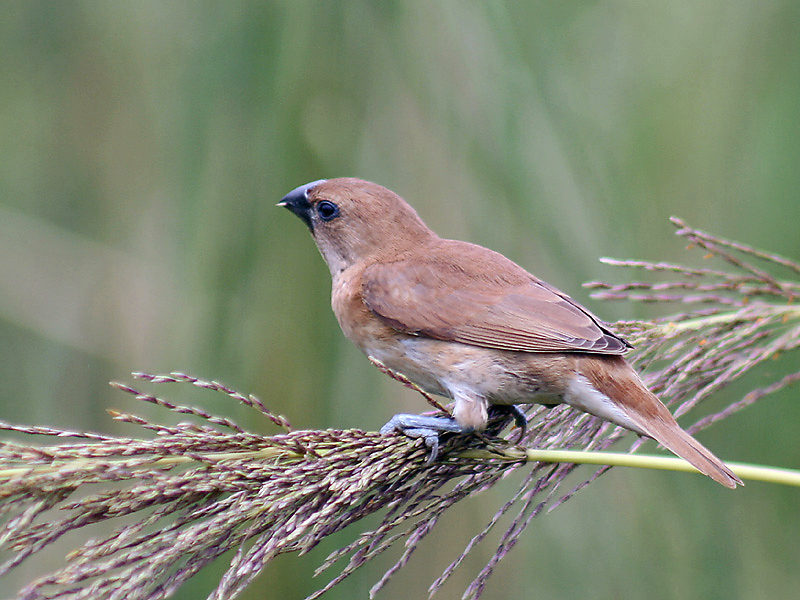
亞成鳥腹部為棕色 (加爾各答, 印度)

部分斑文鳥具有聲音模仿能力, 即類似鸚鵡模仿人類語言之行為表現. 台灣目前已發現至少兩例, 詳見下列影片:
http://www.youtube.com/watch?v=famWbEb-8uU （页面存档备份，存于）
http://www.youtube.com/watch?NR=1&v=GofxfctzxV0&feature=endscreen （页面存档备份，存于）

## 食物與覓食

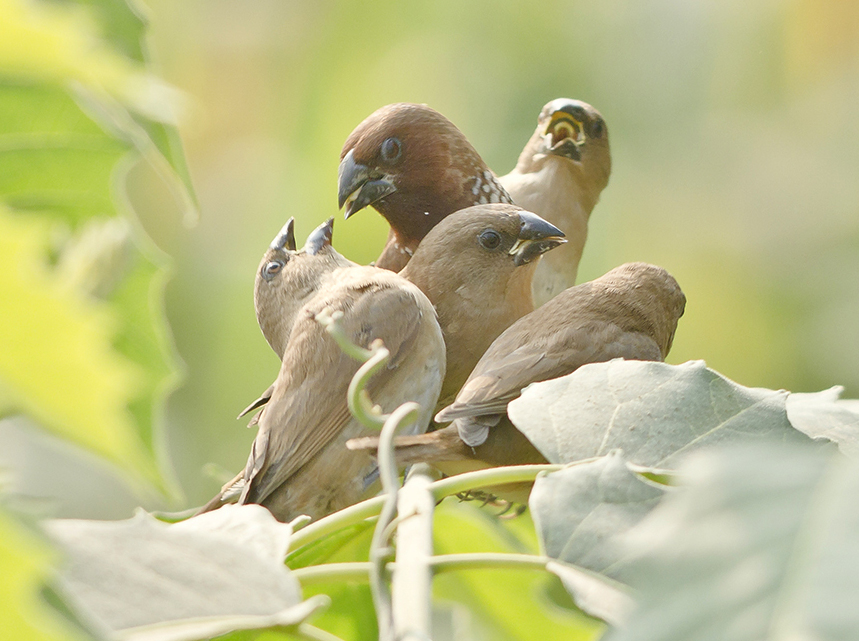
成鳥餵食幼鳥

斑文鳥主要以草籽、小莓果（如馬纓丹的果實）和昆蟲為食。 雖然牠們的喙適合碾碎小穀粒，但牠們並不像歐金翅雀那樣通過下喙的側向移動來去殼。 與其他一些文鳥一樣，牠們在繁殖季節前可能也會以藻類這一富含蛋白質的食物為食。
由於這些鳥類易於圈養，牠們成為研究行為和生理的熱門物種。覓食行為可根據最佳覓食理論來預測，即動物會最小化時間和能量的投入來最大化食物的攝取。這一理論已通過研究斑文鳥提升覓食效率的策略進行測試。

### 群體規模的權衡
關於覓食的研究檢驗了群體規模對減少捕食者警戒時間的影響，從而提高了覓食效率。根據「多眼假說」， 較大的群體中，個體用於警戒威脅的時間減少，從而能有更多時間用於尋找食物和進食。單獨個體的警戒程度最高，隨著群體規模增加到大約四隻時，警戒程度會減少。鳥類在較大的群體中更快地收集種子，這反映出個體警戒的減少、處理時間的減少，以及覓食時搜索速度和專注度的增加。

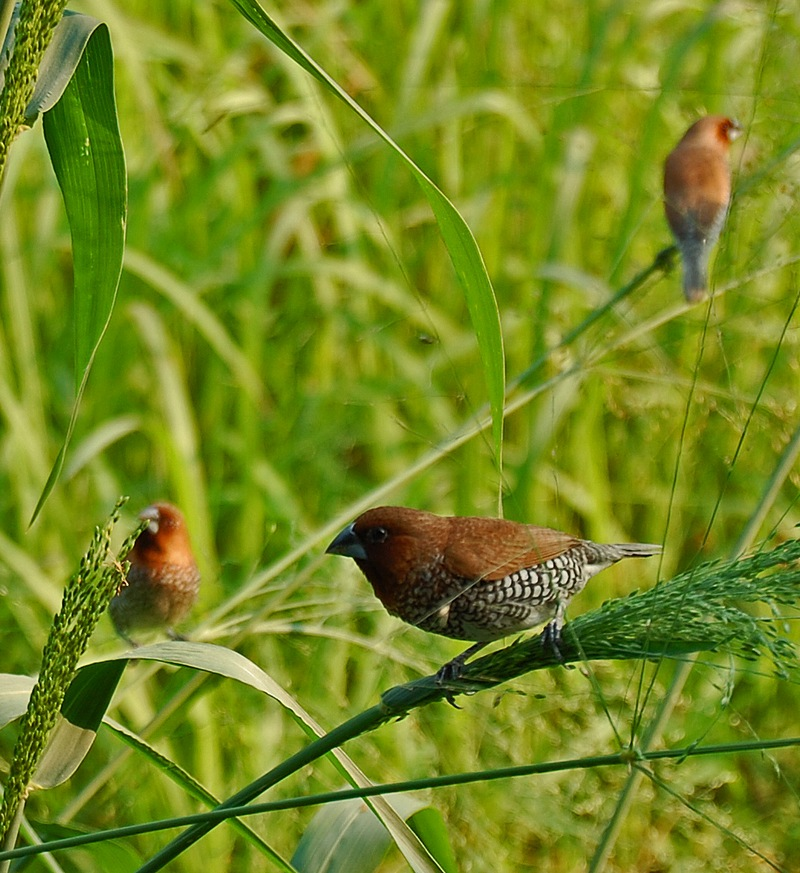
覓食群體

個體也可能通過「加入」已找到食物的成員來利用群體覓食。尋找食物或加入已發現食物的個體的選擇涉及信息共享，這已通過所謂的「生產者-拾荒者模型」進行研究。 與群體覓食相關的代價是增加的資源競爭，這可能會由於覓食強度的增加而降低防禦捕食者的警戒程度。 一些研究顯示，競爭的增加會導致覓食率的下降。

### 覓食模型
在覓食時，斑文鳥可以作為個體搜索食物，也可以搜索其他已發現食物的鳥並加入牠們。這一決定的經濟後果可以通過兩種方式建模：生產者-拾荒者模型和信息共享模型。這些模型基於假設，兩種搜索食物和加入機會的模式之間的兼容程度有所不同。
信息共享模型假設個體同時搜尋食物和加入機會，而生產者-拾荒者模型則假設這兩種搜索模式是互斥的。 研究顯示，鳥類的向上和向下跳躍行為與牠們加入和發現食物的頻率分別有統計上的關聯。當改變種子的可得性而改變拾荒者策略的演化穩定策略頻率時，抬頭跳躍的相對頻率也隨之改變。當種子的分佈使拾荒者策略無利可圖時，抬頭跳躍的頻率減少，這支持了生產者-拾荒者模型的預測。
研究顯示，當食物更為集中且群體規模增加時，斑文鳥傾向於採用拾荒者策略。當大多數覓食者採用拾荒策略時，發現新食物點的時間會延長。

### 警戒
大多數社會性覓食者在尋找食物時還必須避免捕食者的威脅。有研究表明，採用拾荒策略的個體，由於其頭部位置，還能對捕食者保持警戒，從而對防禦捕食者的警戒作出貢獻。如果拾荒者策略與防禦捕食者的警戒是兼容的，那麼增加防禦警戒應該會導致更多加入機會的發現，進而更多加入其他個體的行為。當鳥兒靜止時，抬頭策略已被證明與防禦警戒相關。然而，跳躍時的掃視並不能幫助警戒，因此被認為在斑文鳥中，拾荒者策略與防禦警戒是不相容的。

### 專業化的覓食行為
斑文鳥具有多變的競爭行為，使它們能夠利用稀缺資源。有兩種覓食方式：一是生產者，牠們讓食物變得可得；二是拾荒者，牠們偷取生產者找到的食物。研究顯示，這些選擇會在群體內達到穩定的平衡。當個體能自由選擇成為生產者或拾荒者時，頻率依賴性選擇會導致兩種行為的穩定混合，每種行為都獲得相似的回報。研究指出，如果大多數族群由生產者組成，那麼拾荒行為會受到自然選擇的青睞，因為有大量食物可以偷取。另一方面，如果大多數鳥類採用拾荒行為，競爭就會變得非常激烈，生產行為則會被青睞。

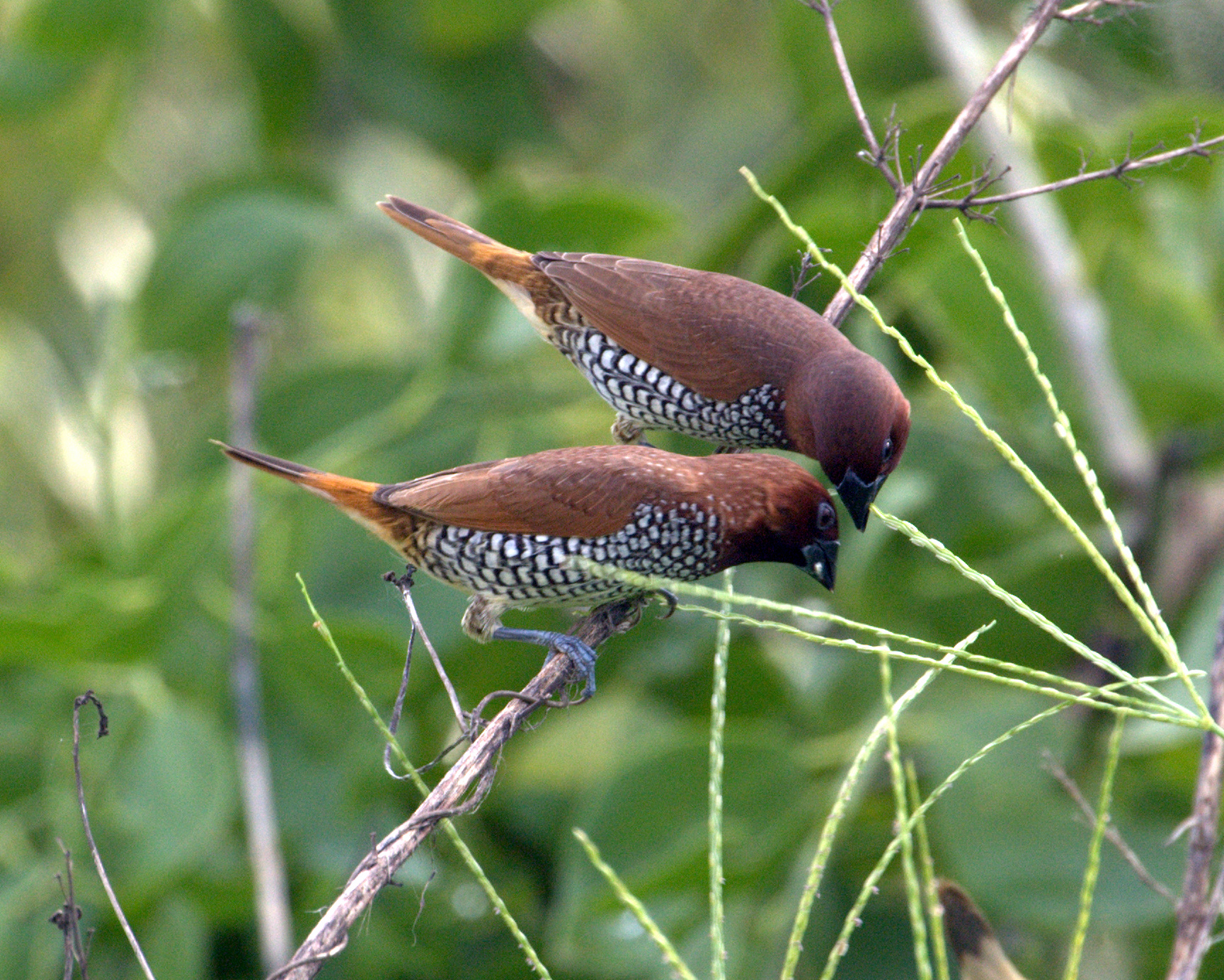
在吃草籽的一對斑文鳥

有三種假設可能解釋個體間一致的覓食專業化：食物來源變異、表型差異，以及頻率依賴選擇。食物來源變異假設預測，當使用兩種技能的成本高於專業化覓食時，個體會進行專業化。表型差異假設提出，個體在使用各種覓食技能上的能力有所不同，並會穩定地專注於最有利可圖的技能。儘管使用某一技能的個體數量取決於群體的表型構成，但專業化的模式預期是穩定的。頻率依賴選擇假設也提出個體會專注於最有利可圖的技能，但隨著表型相同的覓食者逐漸專業化於某一技能，這些替代選擇的收益會減少，特別是在初始階段兩者的利潤相等時。在平衡狀態下，個體的收益應與專業化模式無關。群體中的個體調整了兩種技能的使用，每個群體中的兩隻鳥專注於不同的技能，這導致食物來源變異假設和頻率依賴選擇假設的變體。
在斑文鳥的圈養群體中進行的實驗測試了當個體可以自由選擇生產者或拾荒者行為時，是否會達到預測的穩定平衡頻率（參見演化穩定對策）。選擇生產者和拾荒者策略的數量已被證明會收斂於穩定頻率，同時表明不同覓食策略的變異是通過頻率依賴性回報產生的。
此外，覓食中的鳥類可能會積極在基質上覓食，或撿拾掉落在地上的穀物，這些策略會根據情況進行選擇。當預期的搜尋時間縮短或競爭強度增加時，提早離開的情況會更常發生。當拾荒者數量增加或食物區域變小時，競爭強度預期會增加。

### 獵物隱蔽性
由於生產者需要搜尋食物，而拾荒者則等待加入機會，獵物的隱蔽性會對生產者造成特定成本，從而使生產者-拾荒者的平衡向更多的拾荒行為傾斜。獵物的隱蔽性導致了取食種子的延遲時間增加以及檢測錯誤次數的增加。 此外，競爭者的存在在隱蔽背景下會對覓食效率產生負面影響。曾經與競爭者在隱蔽種子上覓食的個體，即使競爭者被移除後，其覓食效率仍然保持較低。因此，對隱蔽獵物的覓食成本對於社會性覓食者來說，可能比對孤立覓食者來得更高。

### 資源防禦
近期關於群體覓食情境中的經濟防禦模型預測，隨著資源密度增加，攻擊性互動的頻率應該會下降。 斑文鳥的研究顯示，當食物區位置被標示時，攻擊性互動的強度最高，而改變資源密度的效果取決於食物區位置是否被標示。標示食物區位置相當於讓資源在空間上更具可預測性。當食物位置未標示時，改變食物區密度對攻擊性互動的數量沒有影響。而當食物位置被標示時，增加食物區密度導致攻擊性互動數量的預測性下降。

## 保育
斑文鳥是一種數量豐富的物種，在IUCN紅色名錄中被列為無危。 該物種的分佈範圍極其廣泛，雖然其總體數量尚未量化，但其族群龐大且穩定。斑文鳥在全球範圍內並未受到威脅，且在其大部分分佈區內屬於常見至非常常見的物種。然而，由於籠養鳥類數量的增加，一些族群數量有所減少。
在許多地區，牠們被視為農業害鳥，因為牠們會以大群方式取食種植的穀物，如稻米。 在東南亞，斑文鳥大量被捕捉，用於佛教儀式，但大多數鳥隨後會被釋放。
在台灣，斑文鳥未被列為法定保育鳥種，所以牠們常會被捕捉當作宗教儀式裡的放生鳥。但是如此一來一往的不當捕捉及放生不但會傷害斑文鳥的生命，甚至會對當地生態造成影響。